# Белалькасар
Белалькасар (ісп. Belalcázar) — муніципалітет в Іспанії, у складі автономної спільноти Андалусія, у провінції Кордова. Населення — 3458 осіб (2010).
Муніципалітет розташований на відстані близько 240 км на південний захід від Мадрида, 85 км на північний захід від Кордови.
На території муніципалітету розташовані такі населені пункти: (дані про населення за 2010 рік)
- Белалькасар: 3391 особа
- Качипорро: 11 осіб
- Чапарраль: 25 осіб
- Дееса-де-лас-Алькантарільяс: 1 особа
- Мадроньїс: 1 особа
- Санта-Клара: 29 осіб

## Демографія
Динаміка населення (INE ):

## Галерея зображень

Розташування муніципалітету у провінції Кордова
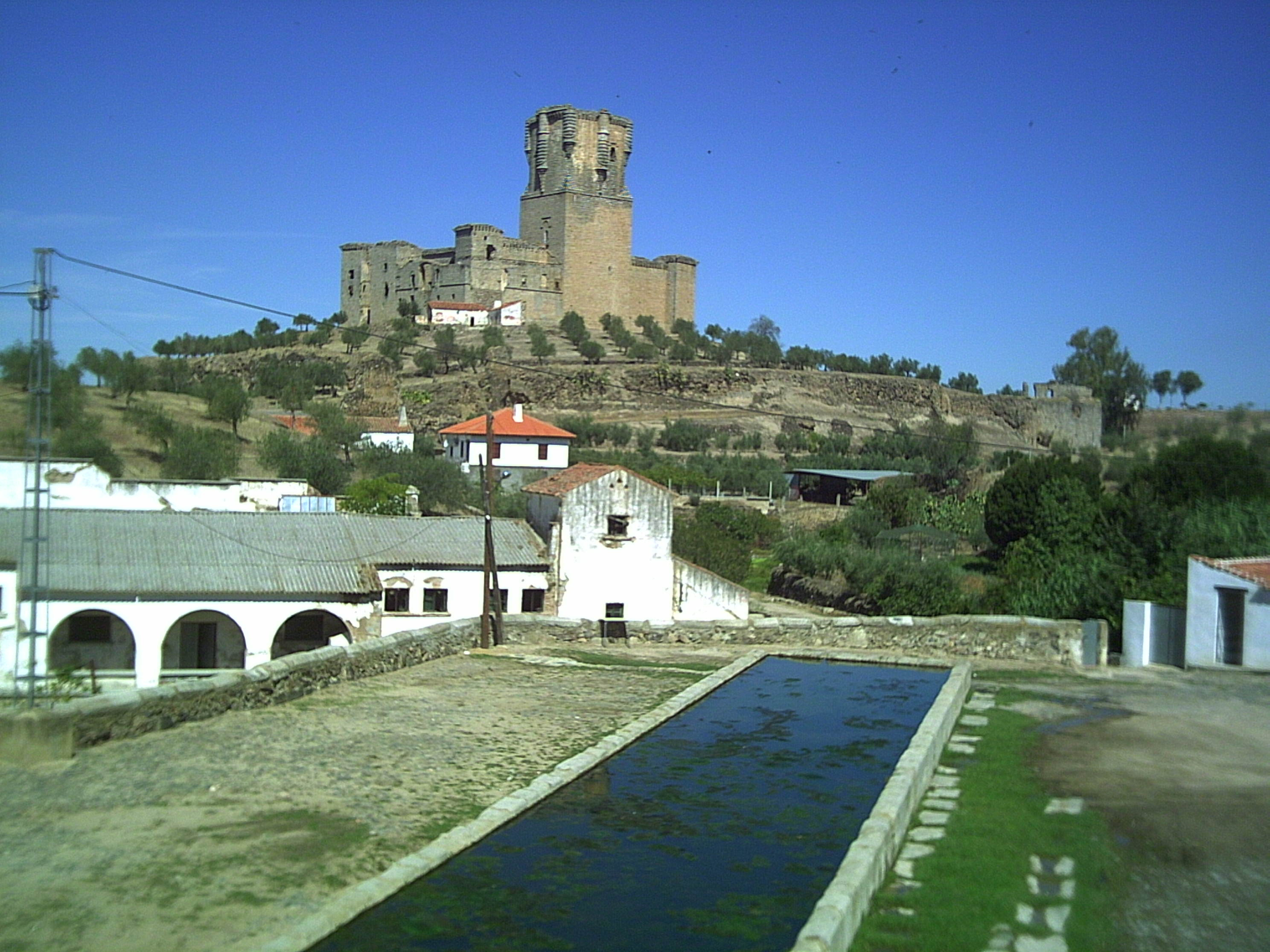
Замок Лос-Сотомайор-і-Суньїга
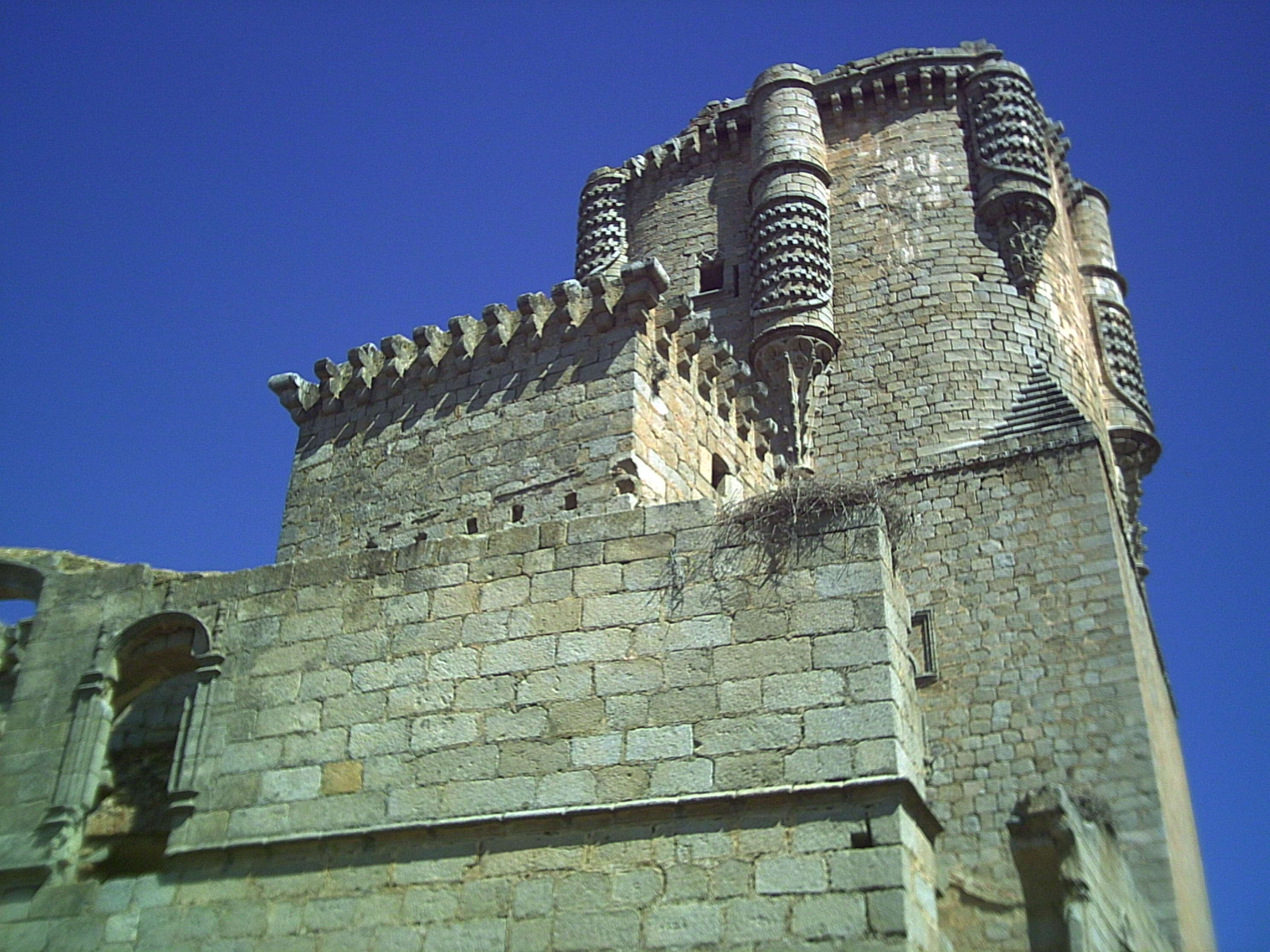
Вежа замку
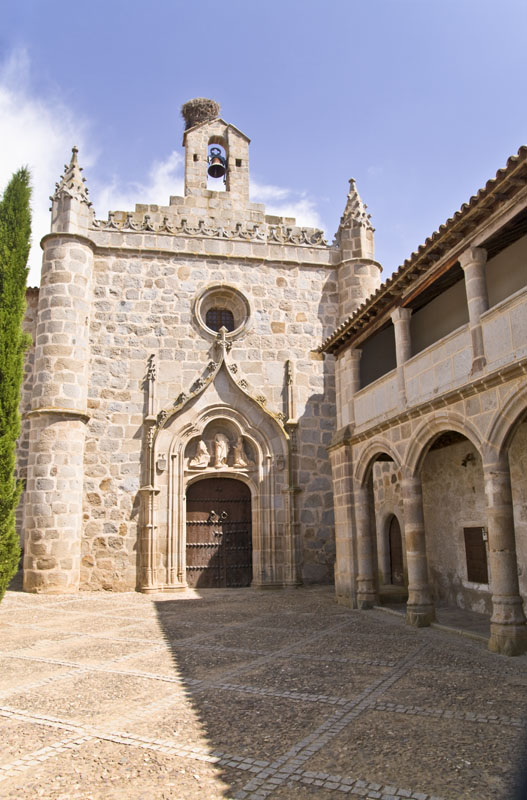
Монастир Санта-Клара
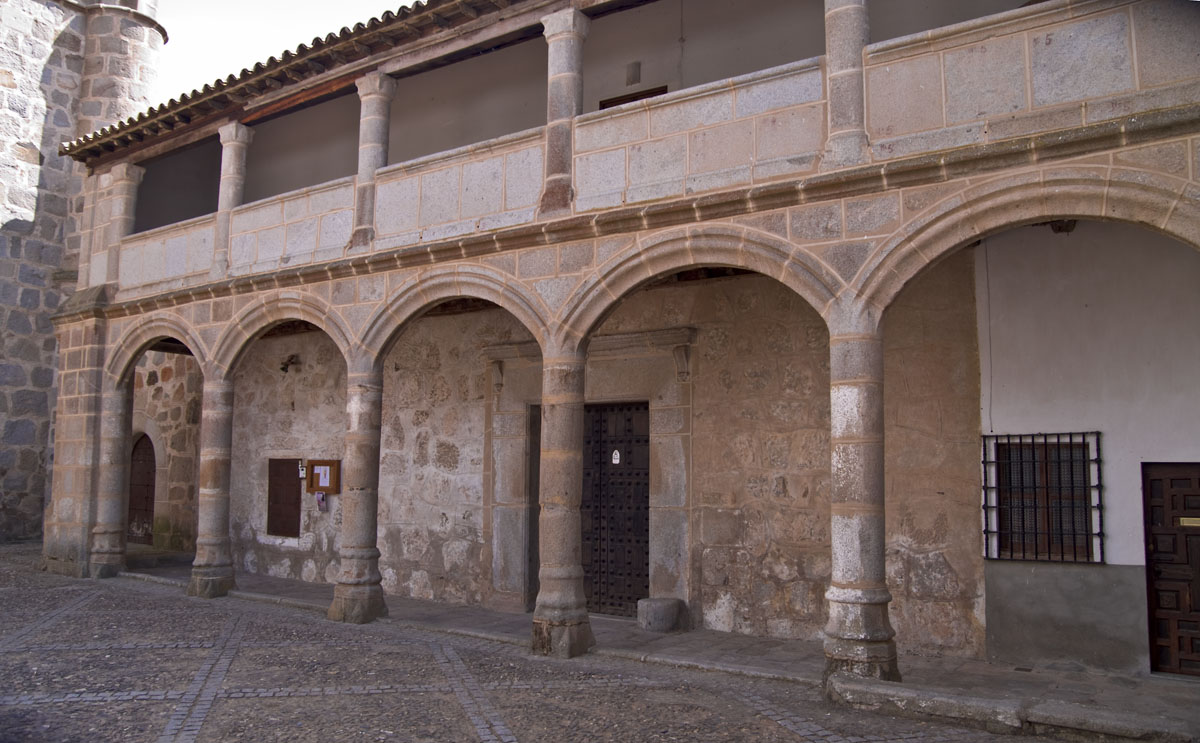
Монастир Санта-Клара
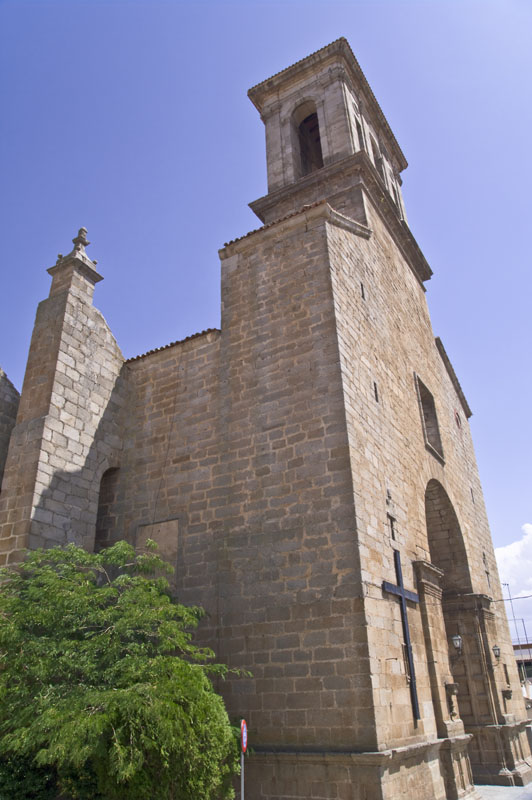
Церква у Белалькасарі
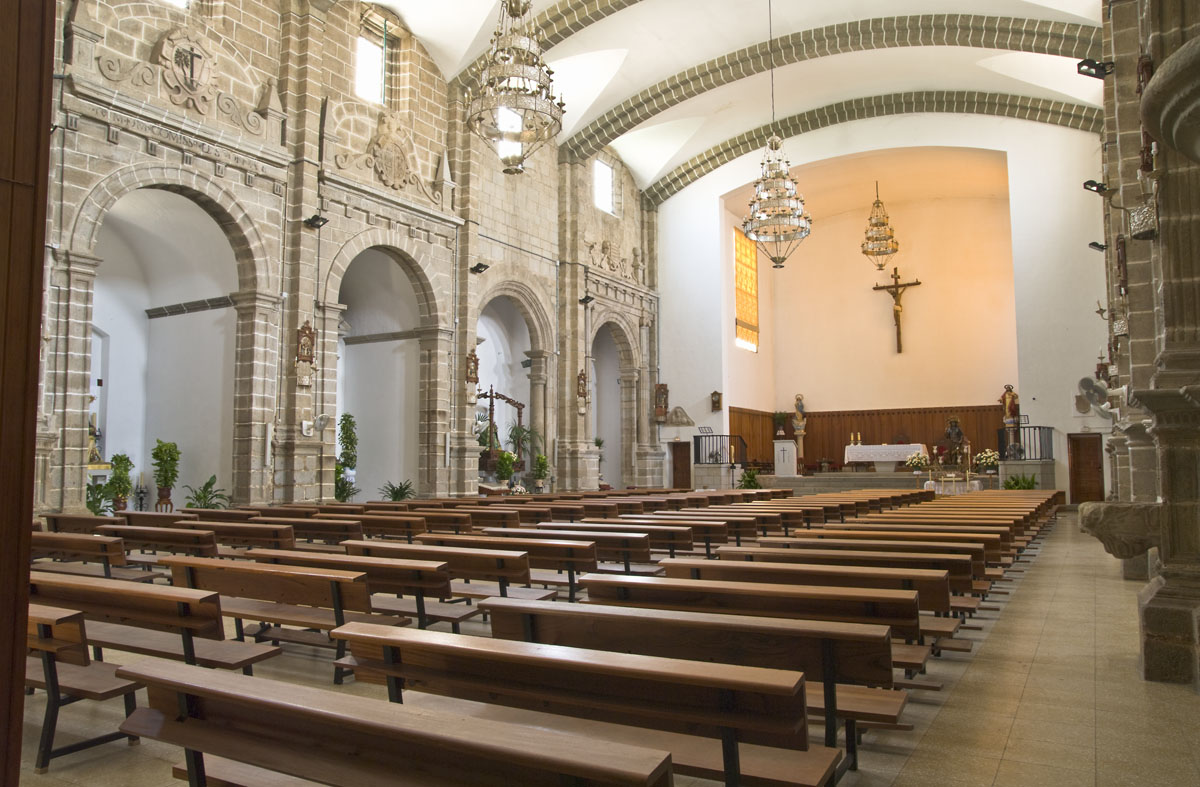
Інтер'єр церкви
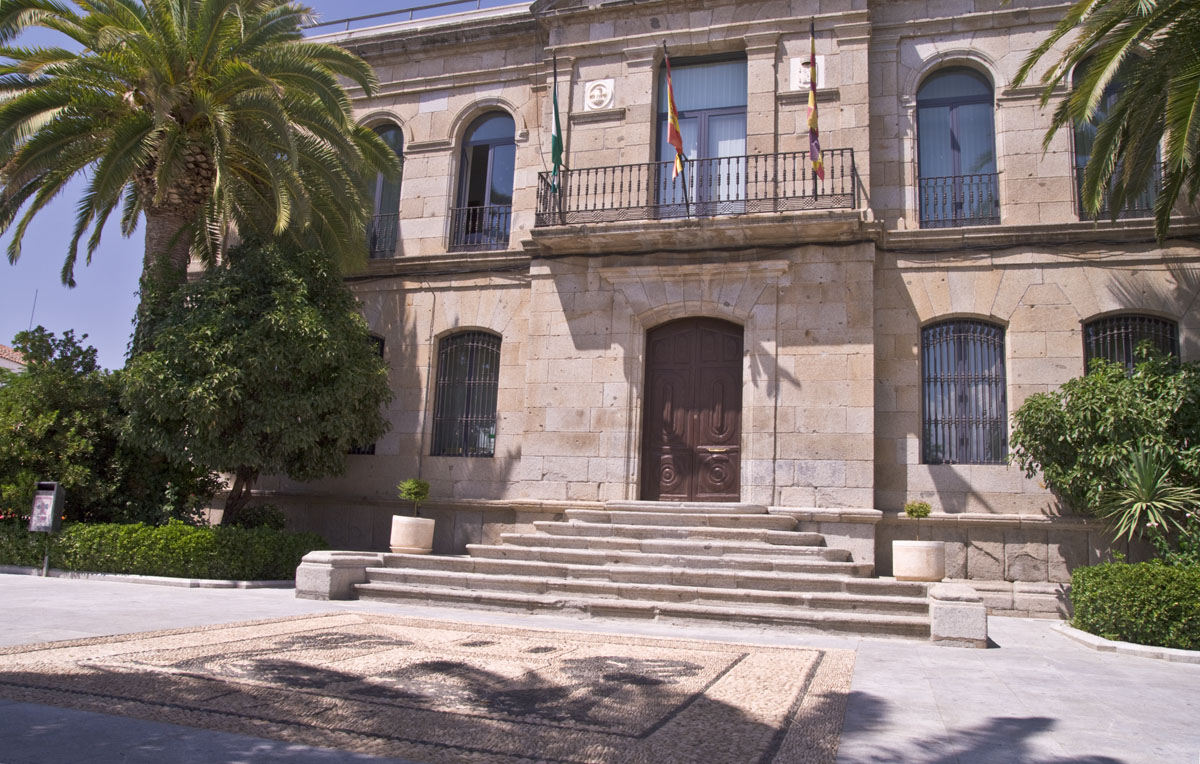
Муніципальна рада